# Józef Kowalski (ur. 1941)
Józef Kowalski (ur. 24 marca 1941 w Wólce Lubitowskiej na Wołyniu) – polski górnik i polityk, poseł na Sejm PRL IX kadencji.

## Życiorys
W 1963 ukończył studia na Wydziale Górniczym Akademii Górniczo-Hutniczej i podjął pracę w Kopalni Węgla Brunatnego Turów. W 1974 podjął pracę w Kopalni Węgla Brunatnego Bełchatów jako dyrektor techniczny. Był członkiem Rady Naukowo-Technicznej ds. Górnictwa Rady Wzajemnej Pomocy Gospodarczej.
Należał do Związku Młodzieży Polskiej. W 1967 wstąpił do Polskiej Zjednoczonej Partii Robotniczej, w której zasiadał w Plenum Komitetu Miejskiego oraz Wojewódzkiej Komisji Kontroli Partyjnej w Piotrkowie Trybunalskim. W latach 1985–1989 pełnił mandat posła na Sejm PRL IX kadencji w okręgu Piotrków Trybunalski, zasiadając w Komisji Górnictwa i Energetyki.